# Sfincionello
Lo sfincionello palermitano o semplicemente sfincionello (sfinciuneddu in siciliano) è un prodotto tipico della gastronomia palermitana. Nonostante sia un parente molto stretto dello sfincione, se ne differenzia in quanto possiede alcune caratteristiche peculiari. Innanzitutto a differenza dello sfincione esso assume una forma rotonda di grandezza media e non rettangolare. In secondo luogo è caratterizzato, in alcuni casi, dalla presenza di pezzetti di pomodoro tagliato posti sopra la pasta di pizza e dalla presenza del pan grattato, inesistente invece nel caso dello sfincione.

## Caratteristiche
Al pari della sfincia di San Giuseppe e dello sfincione, il nome si fa derivare dal latino spongia, "spugna" oppure dall'arabo ﺍﺴﻔﻨﺞ isfanǧ col quale si indica una frittella di pasta addolcita con il miele. In questo caso sfincionello significherebbe piccola "spugna" a causa delle dimensioni ridotte.
È una ricetta molto antica che vede come ingrediente cardine il pane pizza (morbido e lievitato, simile appunto ad una spugna) con sopra una salsa a base di pomodoro, cipolla, pezzetti di caciocavallo, sarde salate diliscate e sminuzzate, pomodoro pelato a cubetti, origano, olio extravergine d'oliva e pangrattato.
Lo sfincionello viene adornato con una fettina di pomodoro crudo posto proprio sul centro esatto dell'alimento.
Lo sfincionello si può gustare solo a Palermo e dintorni presso alcune pizzerie, gastronomie, panifici, o acquistandolo dai caratteristici carretti sparsi in tutta la città.
I venditori di sfincionelli si muovono fra le strade di Palermo vendendo il loro prodotto su carrettini spinti a mano che dall'alba al tramonto stazionano in punti strategici della città allietando i palati di residenti e turisti.
Per reclamizzare lo sfincionello, i venditori ambultanti utilizzano le cosiddette abbanniate (gridare ad alta voce per vendere qualcosa). 